# 本冈
本冈（Bangaon）是印度西孟加拉邦North Twentyfour Parganas县的一个城镇。总人口102115（2001年）。

## 人口
该地2001年总人口102115人，其中男性52489人，女性49626人；0—6岁人口10003人，其中男5107人，女4896人；识字率75.97%，其中男性为81.10%，女性为70.54%。